# Cierlik
Cierlik (Emberiza cirlus) – gatunek małego ptaka z rodziny trznadli (Emberizidae). Zamieszkuje Europę, głównie zachodnią i południową, Azję Mniejszą i północno-zachodnią Afrykę. Wyjątkowo zalatuje do Polski. Nie jest zagrożony wyginięciem.

## Systematyka
Gatunek ten po raz pierwszy zgodnie z zasadami nazewnictwa binominalnego opisał w 1766 roku Karol Linneusz w 12. edycji Systema Naturae. Autor nadał mu nazwę Emberiza cirlus, która obowiązuje do tej pory, a jako miejsce typowe wskazał południową Europę.
Jest to gatunek monotypowy. Proponowane podgatunki nigrostriata (opisany z miejscowości Ghisonaccia na Korsyce) i portucaliae (z okolic Porto w Portugalii) nie są obecnie uznawane jako zbyt mało odróżniające się od reszty populacji.

## Zasięg występowania
Cierliki występują od południowo-zachodniej Anglii i północno-zachodniej i centralnej Francji po Rumunię i wybrzeża zachodniej i północnej Turcji, dalej na południe po Maroko, wybrzeże Algierii i północno-zachodnią Tunezję i śródziemnomorskie wyspy: Baleary, Korsykę, Sardynię, Sycylię i Kretę. Introdukowane na Wyspę Południową (Nowa Zelandia).
Po rewizji Komisji Faunistycznej Sekcji Ornitologicznej PTZool większość obserwacji w Polsce została uznana za niepewne; dokonano 3 pewnych obserwacji (stan w 2015): jeden okaz pozyskano w 1883 w Kościelisku pod Tatrami, w grudniu 1981 obserwowany był samiec w Zielonej Górze, w marcu 1988 samca obserwowano w Rakowie pod Łomżą.

## Morfologia
Długość ciała wynosi 15–16,5 cm, masa ciała 20–29 g. Większy od wróbla. Samiec ma żółty spód ciała i zielonkawą półobrożę na piersi. Na głowie ma czarny rysunek na żółtym tle, czarną plamkę na podbródku. Wierzch głowy i kark oliwkowobrunatny. Ogon ciemny, skrajne sterówki z białymi chorągiewkami. Boki ciała w kasztanowobrązowe plamki. Jesienią ubarwienie matowieje, czarny rysunek na głowie jest ukryty pod brunatnymi zakończeniami piór. Samice i osobniki młodociane mają skromniejsze ubarwienie. Spód ciała delikatnie kreskowany. Dobrą cechą rozpoznawczą jest oliwkowobrunatny kuper.

## Ekologia i zachowanie

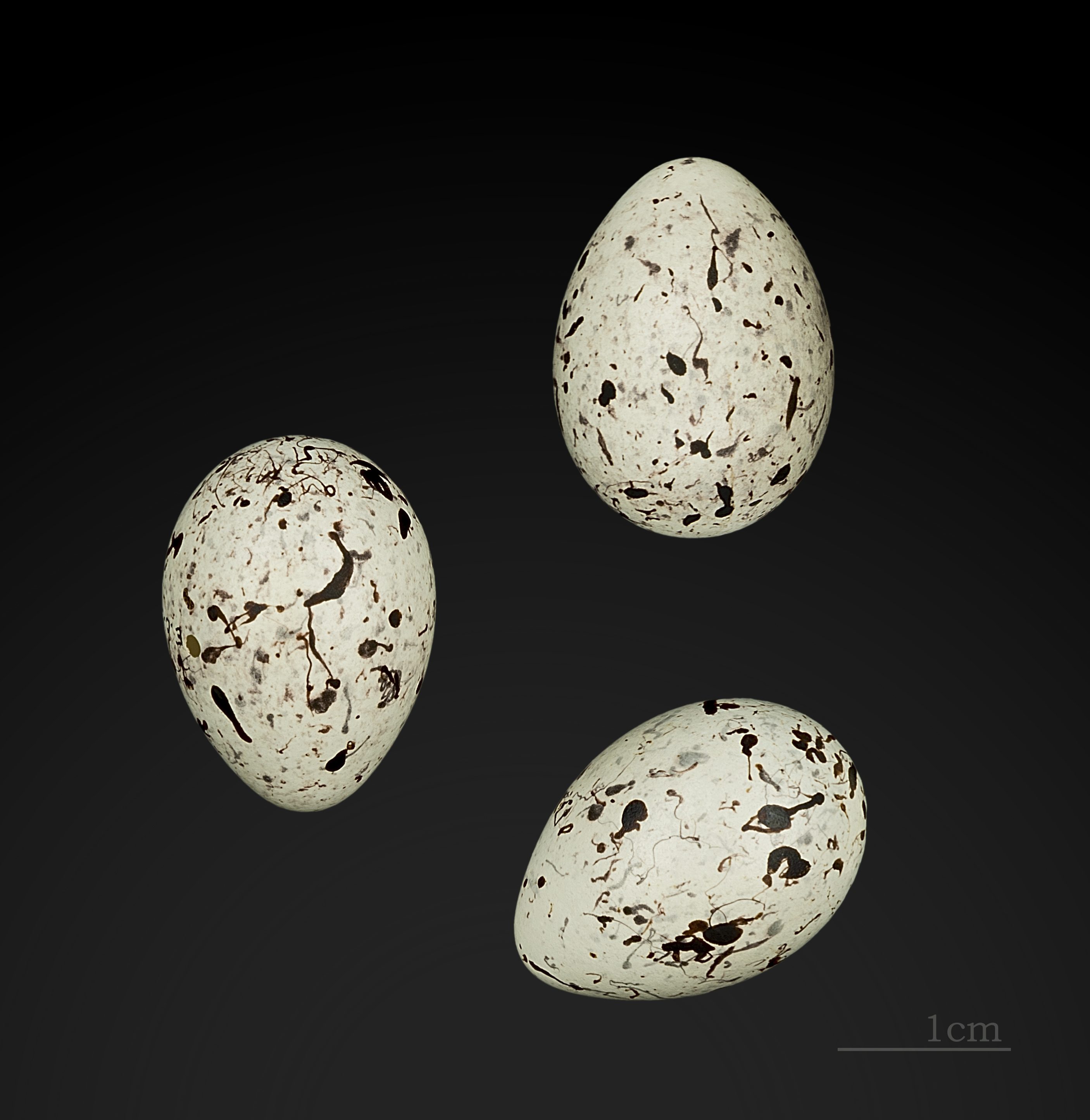
Jaja z kolekcji muzealnej

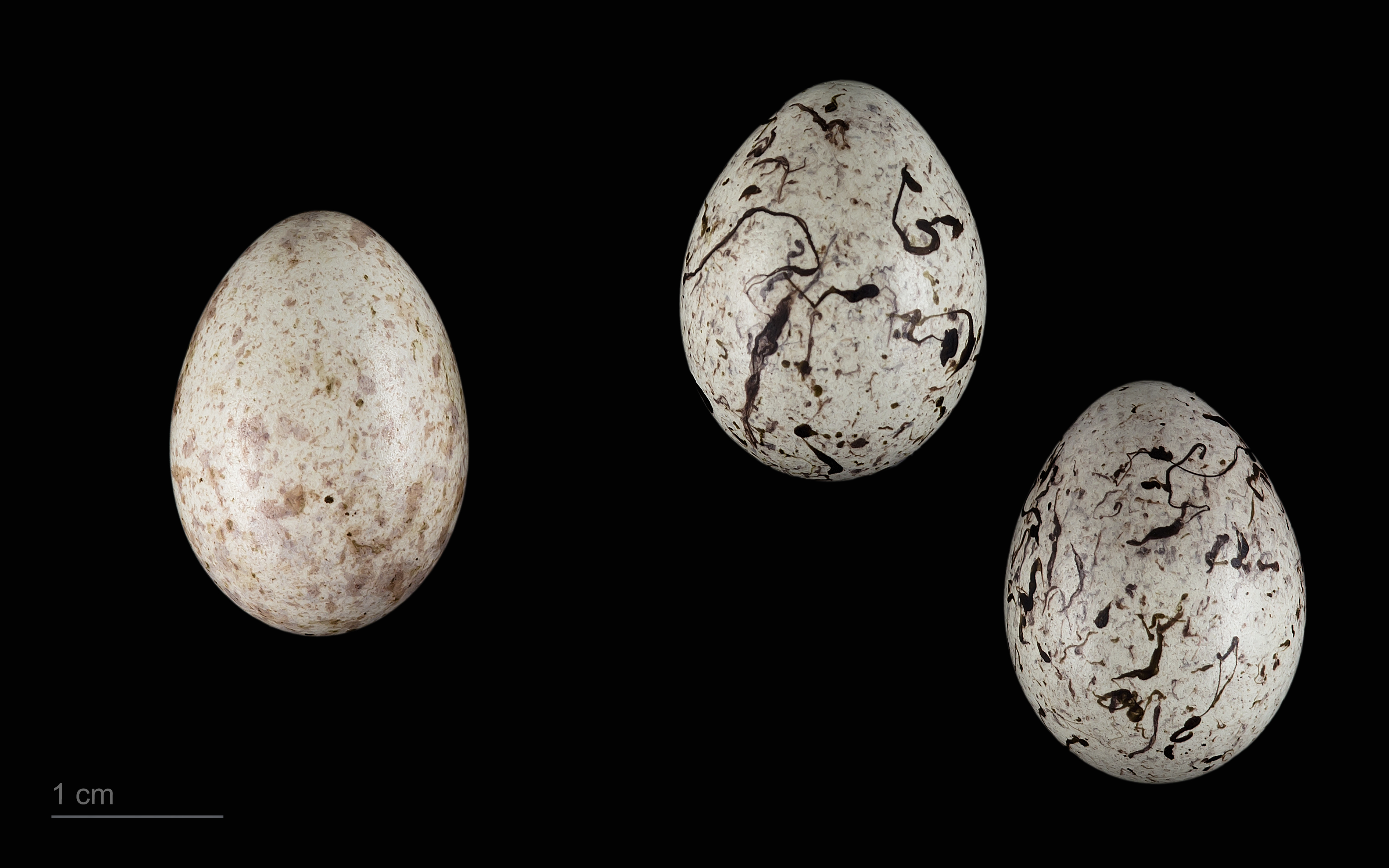
Jajo kukułki i jaja cierlika

BiotopZasiedla tereny trawiaste, gęsto porośnięte krzewami. Wybiera okolice ciepłe i suche, w tym winnice. Preferuje południowe stoki wzgórz, zwłaszcza porośnięte pojedynczymi drzewami.
GłosOdzywa się wysokim, przeciągłym tsij, bardzo podobnie jak trznadel. Śpiewając siedzi zwykle wysoko w koronie drzewa.
GniazdoGniazdo buduje w gęstych krzewach.
JajaSkłada jaja od końca kwietnia i w maju; 2 lęgi w roku, prawdopodobnie czasem 3. W gnieździe 3–5 szarobiałych, zielonkawo lub czerwono plamkowanych i kreskowanych jaj. Samica wysiaduje 11–13 dni.
PisklętaZwykle samica opiekuje się potomstwem. Samiec rzadko w tym pomaga.
PokarmNasiona, latem także owady.

## Status, zagrożenia i ochrona
IUCN uznaje cierlika za gatunek najmniejszej troski (LC, Least Concern) nieprzerwanie od 1988 roku. Liczebność światowej populacji, według szacunków, zawiera się w przedziale 4–10 milionów dorosłych osobników. Globalny trend liczebności populacji światowej uznawany jest za wzrostowy, choć w północnej i północno-zachodniej części zasięgu jego liczebność spada.
W środkowej Europie występowanie cierlików w dużym stopniu pokrywa się z występowaniem winnic. W ostatnich czasach winnice nie są dobrym miejscem lęgów, gdyż są coraz intensywniej użytkowane. Ma to wpływ na spadek liczebności tego ptaka.
Na terenie Polski gatunek ten jest objęty ścisłą ochroną gatunkową.